# Suka Merindu (Kikim Barat)
Suka Merindu is een bestuurslaag in het regentschap Lahat van de provincie Zuid-Sumatra, Indonesië. Suka Merindu telt 1042 inwoners (volkstelling 2010).